# Tomoxia psotai
Tomoxia psotai es una especie de coleóptero de la familia Mordellidae.

## Distribución geográfica
Habita en Paraguay.